# The Haunting of Villa Diodati
The Haunting of Villa Diodati es el octavo episodio de la duodécima temporada moderna de la serie británica de ciencia ficción Doctor Who, emitido originalmente el 16 de febrero de 2020 por BBC One. Fue escrito por Maxine Alderton y dirigido por Emma Sullivan.
El episodio, protagonizado por Jodie Whittaker como la Decimotercer Doctor, junto a Bradley Walsh, Tosin Cole y Mandip Gill como sus compañeros Graham O'Brien, Ryan Sinclair y Yasmin Khan, respectivamente; se centra en los orígenes históricos de la novela Frankenstein o el moderno Prometeo por Mary Shelley, interpretada por Lili Miller, y tiene lugar en la Villa Diodati en 1816, donde se inspiró para escribir la obra. El episodio también presentó el regreso de los Cybermen en su primera aparición en televisión desde el episodio final de la décima temporada, The Doctor Falls en 2017.
El episodio fue visto por 5,07 millones de espectadores y recibió críticas positivas de los críticos.

## Sinopsis
La Doctor (Jodie Whittaker) lleva a Graham (Bradley Walsh), Ryan (Tosin Cole) y Yaz (Mandip Gill) al lago de Ginebra en 1816 para presenciar a Mary Shelley (Lili MIller) mientras se inspira para escribir su novela Frankenstein o el moderno Prometeo, aunque les advierte que no deben revelarle nada sobre esto. El grupo conoce a Mary junto con su futuro esposo Percy Bysshe Shelley (Lewis Rainer) y su bebé William, junto con John Polidori (Maxim Baldry), Claire Clairmont (Nadia Parkes) y Lord Byron (Jacob Collins-Levy) en Villa Diodati. Debido al mal tiempo, Byron sugiere que cada uno escriba una historia de fantasmas para asustar a los demás.
Percy pronto desaparece, después de haber dejado extrañas galimatías en las paredes de su habitación, y ocurren eventos extraños en la villa, como la reorganización de su diseño. Byron sugiere que es un fantasma que persigue a la villa, pero la Doctor sospecha que algo más está ocurriendo: los eventos forman parte de un sistema de seguridad para evitar encontrar algo. El grupo ve una aparición que la Doctor reconoce como un ser que se mueve a través del tiempo; la aparición se convierte en un Cyberman medio dañado.
Graham, Ryan y Yaz le recuerdan a la Doctor la advertencia de Jack Harkness sobre el "Cyberman solitario" y le dan lo que quiere, pero ella enojada les ordena que no la sigan y les dice que protejan a Mary y a los demás, antes de partir a confrontar al Cyberman. El Cyberman, llamado Ashad (Patrick O'Kane), fue enviado a ese tiempo para buscar el "Cyberium", un metal líquido con el conocimiento colectivo de los Cybermen. Cuando la Doctor intenta atraer a Ashad fuera de la villa, un rayo lo golpea, recarga su núcleo de poder y se prepara para atacar la villa nuevamente.
La Doctor corre para advertir a los demás, pero en cambio encuentra a Percy escondido en el sótano con una mirada enloquecida. Ella descubre que él está poseído por el Cyberium, después de haberlo encontrado unos días antes, y el Cyberium había creado los eventos sobrenaturales para evitar el descubrimiento. Ella lleva a Percy a Ashad, y para evitar que Ashad lo mate, engaña al Cyberium para que abandone el cuerpo de Percy y entre en el de ella. Ashad amenaza con destruir el planeta, obligando a la Doctor a devolvérselo, a pesar de la advertencia de Harkness.
La Doctor y sus compañeros se van, haciendo planes para seguir a Ashad hacia el futuro usando las coordenadas de los escritos basados en Cyberman de Percy. Después de que se van, Mary revela a los demás que se inspiró en la apariencia de Ashad, "este Prometeo moderno", y planea escribir una historia basada en su experiencia.

### Continuidad
Jack Harkness le había pedido a Graham, Ryan y Yaz que advirtieran al Doctor del "Cyberman solitario" en el episodio Fugitive of the Judoon. La Doctor, al advertir a sus compañeros que se alejen del Cybermen, hace referencia a Bill Potts, una antigua compañera del Duodécimo Doctor que fue cyberconvertida durante los eventos de World Enough and Time.
Una serie de audiolibros de Big Finish de Doctor Who involucra al Octavo Doctor reuniéndose con Mary Shelley alrededor de 1816, en la que se había unido a él brevemente como compañera. Una reproducción de audio de 2011, The Silver Turk, involucra a los dos conociendo a un Cyberman dañado, que se convirtió en una inspiración similar para Shelley para escribir Frankenstein.
Lord Byron, conocido por su promiscuidad, era el padre biológico de Ada Lovelace, a quien la Doctor y sus compañeros habían conocido en 1834 en el episodio Spyfall, estreno de la temporada.

## Producción

### Desarrollo
"The Haunting of Villa Diodati fue escrita por Maxine Alderton. Chris Chibnall llamó a Alderton "una absoluta Mary Shelley y Byron (...) no una aficionada, es una experta en eso". Gran parte de la configuración del episodio es fiel a los hechos conocidos de Lord Bryon, Mary y los demás, incluido que el verano durante su estancia en la villa fue inusualmente tormentoso debido a la erupción de 1815 del Monte Tambora que condujo al "año sin verano".

### Casting
Maxim Baldry apareció como el Dr. John Polidori en el episodio. Jacob Collins-Levy también apareció como Lord Byron. Los Cybermen, que no aparecían desde el final de la duodécima temporada, aparecieron por primera vez en el episodio.

### Filmación
Emma Sullivan dirigió el cuarto bloque de grabación, que incluye a los episodios Can You Hear Me? y The Haunting of Villa Diodati.

## Difusión y recepción

### Calificaciones
The Haunting of Villa Diodati fue visto por 3,86 millones de espectadores durante la noche, lo que lo convierte en el séptimo programa más visto en el día en el Reino Unido. El episodio tuvo una puntuación de 80 en el Índice de Apreciación del Público. El episodio recibió un total oficial de 5,07 millones de espectadores en todos los canales del Reino Unido y fue el 31.er programa más visto de la semana.

### Recepción crítica
El episodio recibió una aprobación del 94%, y una calificación promedio de 7,9/10, en el sitio Rotten Tomatoes, basado en 14 reseñas de críticos. El consenso en el sitio web dice:

Una verdadera historia de fantasmas que logra el equilibrio perfecto entre horror e historia, The Haunting of Villa Diodati es Doctor Who en su mejor momento.